# انرون

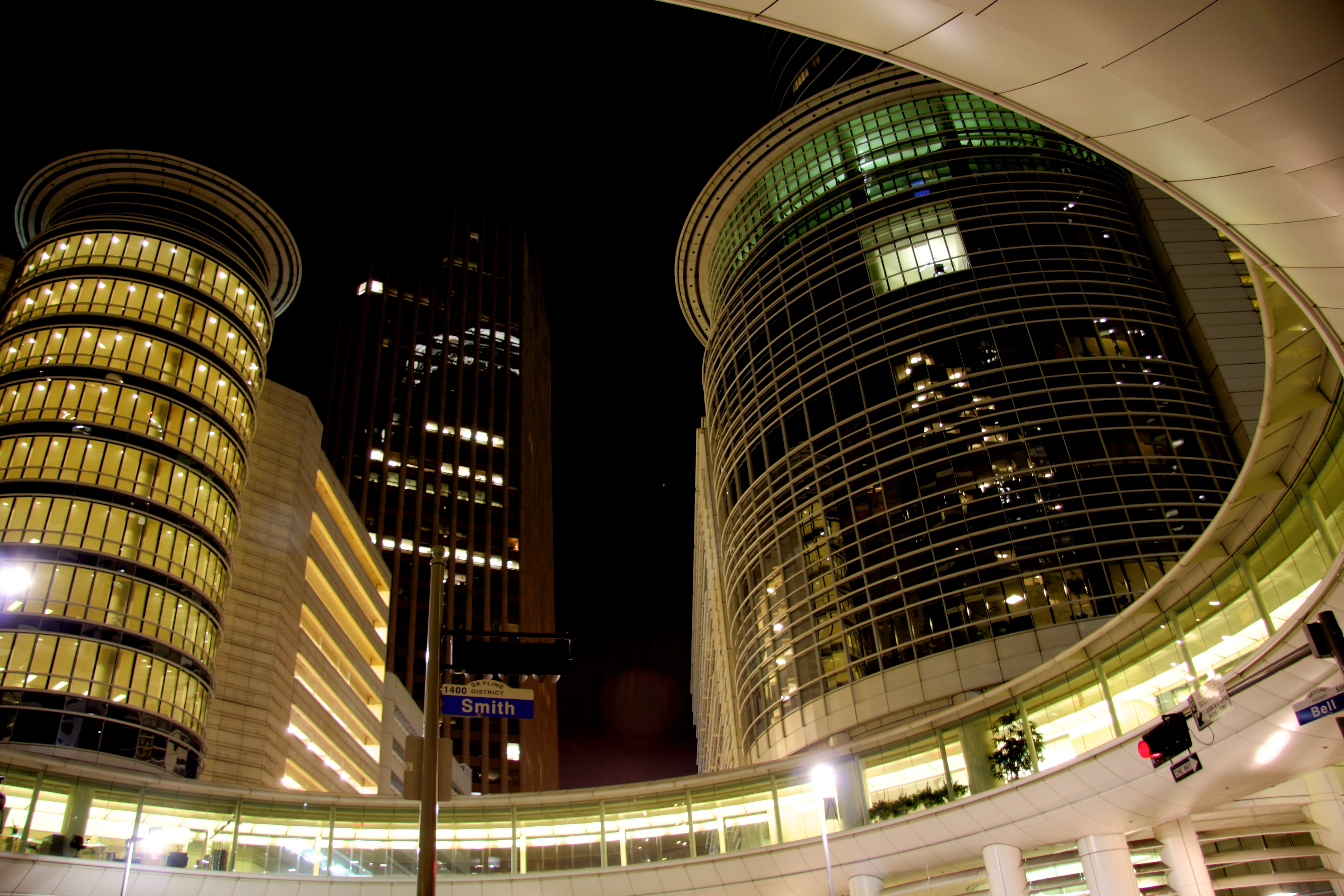
ساختمان مرکزی انرون در هیوستون، تگزاس

اِنران، (به انگلیسی: Enron) شرکت انرژی آمریکایی مستقر در هیوستون، تگزاس بود، که یکی از بزرگترین شرکت‌های انرژی جهان، محسوب می‌شد و در حوزه‌های تولید برق و گاز طبیعی، انتقال نفت خام و ال‌ان‌جی، تولید محصولات پتروشیمی، کاغذ و خمیرکاغذ، مبادله کالاها و محمولههای اقتصادی فعالیت می‌نمود.
شرکت اِنران در سال ۱۹۸۵ توسط کنت لای راه‌اندازی ، و در حالی‌که در سال مالی ۲۰۰۰ میلادی درآمد آن بیش از ۱۰۱ میلیارد دلار برآورد شده بود، در سال ۲۰۰۱ در یکی از پیچیده‌ترین فرایندهای مالی ایالات متحده، ورشکست اعلام شد.

## آثارهنری
مستند اِنران: باهوش‌ترین افراد جمع به کارگردانی الکس گیبنی به  سیستم معیوب و فاسد شرکت اِنران می‌پردازد و این که چه طور این عوامل منجر به سقوط این شرکت شد.